# Avers
Avers (toponimo tedesco; in romancio Avras) è un comune svizzero di 166 abitanti del Canton Grigioni, nella regione Viamala. È il comune svizzero posto a una maggiore altitudine (1 960 m s.l.m.) e la sua frazione Juf è il più elevato centro abitato permanente d'Europa (2 126 m s.l.m.).

## Geografia fisica
Il territorio di Avers comprende la valle del Reno di Avers e quelle laterali di Juf, Madris e Bergalga; il punto più elevato del comune è la cima del Mazzaspitz (3 164 m s.l.m.), sul confine con Surses.

## Storia
La più antica testimonianza della presenza umana nel territorio di Avers è un'ascia a martello risalente alla fine del Neolitico; tuttavia la valle fu probabilmente abitata in modo stabile solo a partire dall'XI secolo con l'insediamento di una popolazione di lingua romancia giunta attraverso l'ospizio di San Pietro al passo del Settimo.
Successivamente al 1280 si registrò l'arrivo di coloni walser germanofoni dalla Val Formazza, fondatori di un insediamento inizialmente posto sotto la protezione della città di Como ma già agli inizi del XIV secolo divenuto proprietà della diocesi di Coira. Menzionato come Auers nel 1354, il villaggio è attestato come entità comunale nel 1377, anche se non si esclude che il comune possa esser stato fondato già nel 1292, periodo a cui risale un documento in cui si riporta il toponimo Anue (o Avre); l'indipendenza di Avers, che faceva parte Lega Caddea, risale tuttavia al 1367. Dopo aver stretto un patto con la Vecchia Confederazione (1498), negli anni tra il 1524 e il 1526 Avers entrò a far parte della Repubblica delle Tre Leghe.
Nel XVII secolo Avers fu teatro di numerose esecuzioni di presunte streghe, eseguite tra il 1652 e il 1664, e conobbe una crisi dell'economia locale, incentrata sull'allevamento, sulla pastorizia di alpeggio e sul commercio di bestiame verso l'Italia tramite il passo del Settimo e il passo della Forcellina, che si sarebbe protratta fino al XIX secolo

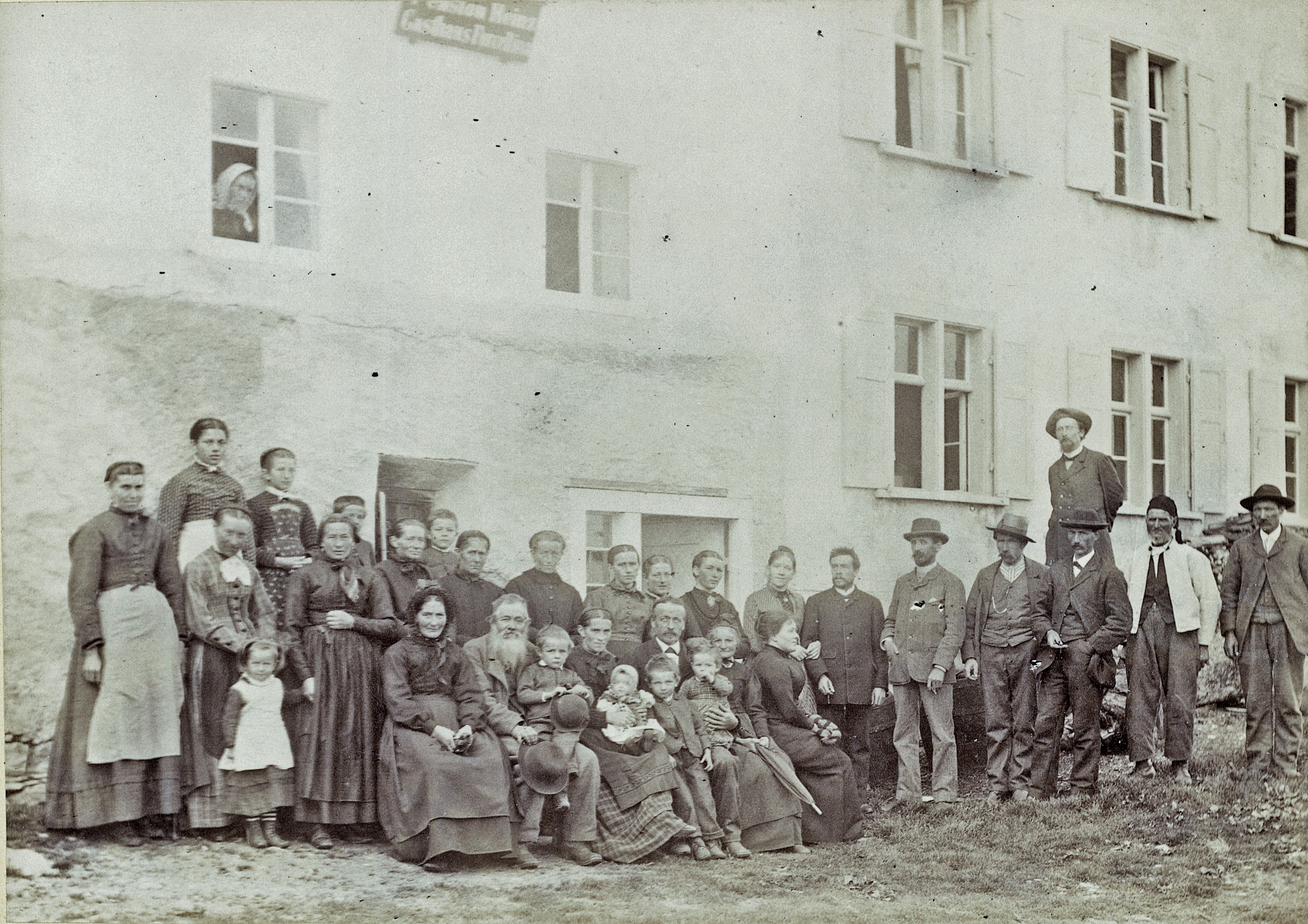
Un gruppo di abitanti di Cresta nel 1890

Il moderno comune di Avers fu istituito nel 1851 e ospitò un tribunale fino al 1867. Una decisa ripresa dell'economia si registrò con la costruzione della strada di collegamento con il resto della rete cantonale (1895) e soprattutto con la costruzione della diga della Valle di Lei (1958-1963).

## Monumenti e luoghi d'interesse
- Chiesa riformata (già chiesa parrocchiale di San Teodulo o di San Nicola) in località Cresta, eretta nel XIV secolo[3][6].

## Società

### Evoluzione demografica
L'evoluzione demografica è riportata nella seguente tabella:
Abitanti censiti

### Lingue e dialetti
Già paese di lingua romancia, Avers è stato germanizzato da coloni walser tra il 1280 e il 1310-1320; tuttavia molti toponimi hanno mantenuto la forma originaria di matrice romancia. Il tedesco è da allora parlato dalla quasi totalità della popolazione ed è l'unica lingua ufficiale: nel 2008 il 93,8% della popolazione parlava tedesco, l'1,9% romancio e l'1,3% italiano.
| Lingue ad Avers | Lingue ad Avers | Lingue ad Avers | Lingue ad Avers | Lingue ad Avers | Lingue ad Avers | Lingue ad Avers |
| --------------- | --------------- | --------------- | --------------- | --------------- | --------------- | --------------- |
| Lingue          | Censimento 1980 | Censimento 1980 | Censimento 1990 | Censimento 1990 | Censimento 2000 | Censimento 2000 |
| Lingue          | Abitanti        | Percentuale     | Abitanti        | Percentuale     | Abitanti        | Percentuale     |
| Tedesco         | 133             | 95,00 %         | 124             | 96,88 %         | 150             | 93,75 %         |
| Romancio        | 4               | 2,86 %          | 2               | 1,56 %          | 3               | 1,88 %          |
| Italiano        | 3               | 2,14 %          | 2               | 1,56 %          | 2               | 1,25 %          |
| Totale          | 140             | 100 %           | 128             | 100 %           | 160             | 100 %           |

## Geografia antropica

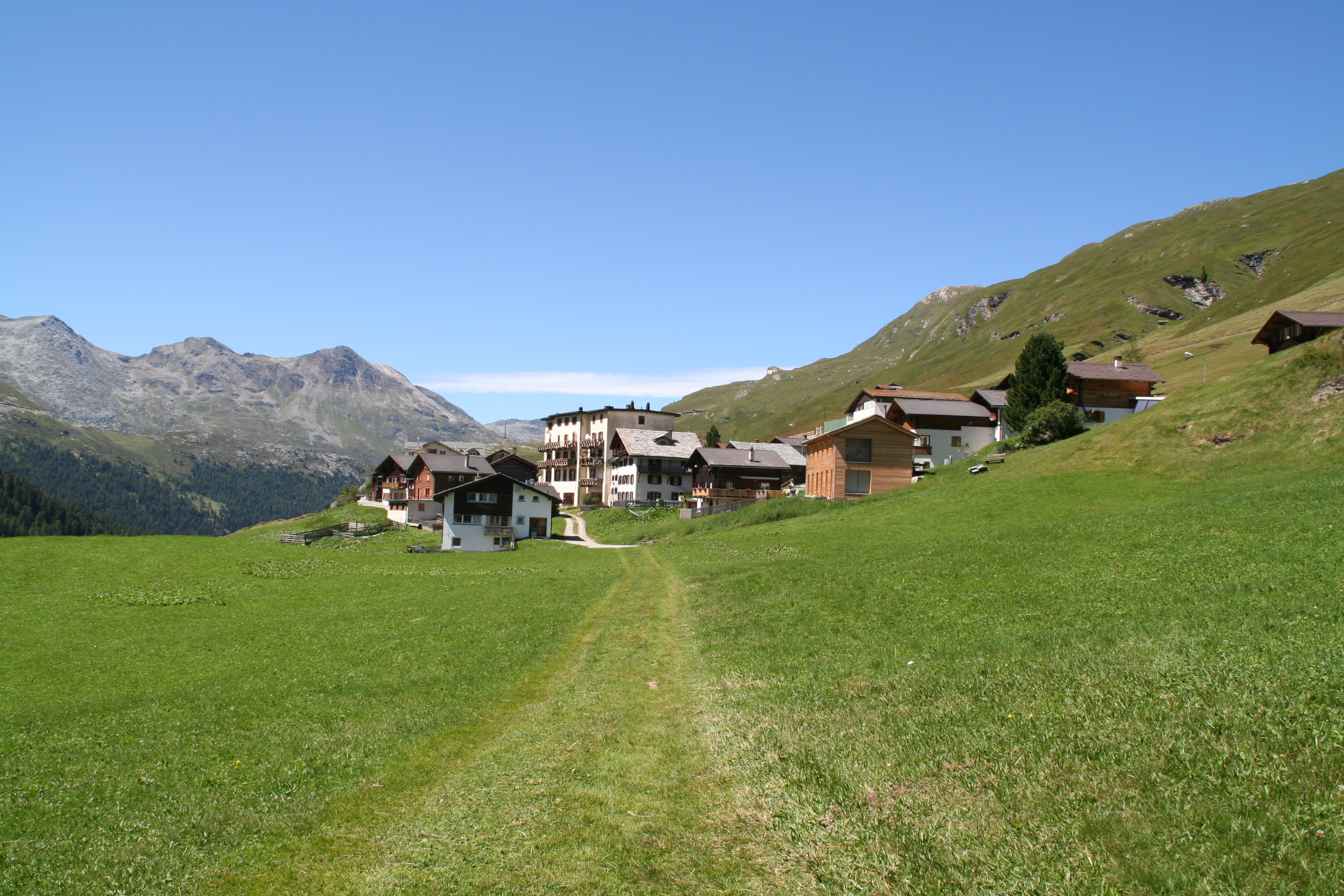
Cresta, capoluogo comunale

Non esiste alcun centro abitato denominato "Avers": si tratta pertanto di un comune sparso, il cui capoluogo è Cresta.

### Frazioni
Le frazioni di Avers sono:
- Am Bach[senza fonte]
- Campsur
- Campsut
- Cresta
- Cröt
- Juf[4]
- Juppa[senza fonte]
- Madris[5]
  - Höjahus
  - Stettli
- Platta[8]
- Podestatsch Hus[senza fonte]
- Pürt[senza fonte]

## Economia
L'economia locale trae impulso principalmente dall'agricoltura e dal turismo, sia estivo sia invernale.

## Infrastrutture e trasporti
Avers è servito dall'uscita autostradale di Rofla-Avers, sulla A13/E43; dista 56 km da Coira. La stazione ferroviaria più vicina è quella di Thusis, a 32 km da Avers.